# Schönewald (Morschen)
Koordinaten: 51° 4′ 57″ N, 9° 39′ 2″ O
Schönewald ist ein wüst gefallener Ort in der Gemarkung des Morschener Ortsteils Eubach im nordhessischen Schwalm-Eder-Kreis.

## Geographie
Die Wüstung liegt etwa 1,3 km östlich des Ortes Eubach, und etwa 4,2 km südwestlich von Spangenberg, auf einer Höhe von ca. 340 m ü. NHN in einem Waldgebiet am Südosthang des Steinkopfs (420 m), unweit nördlich des im Mühlengrund nach Eubach hinabfließenden Bachs.

## Geschichte
Die Siedlung wurde im Jahre 1328 als Sconenwalde erstmals urkundlich erwähnt, als die Herren von Treffurt Güter daselbst erwarben. Der Ort wird 1466 als Dorf bezeichnet, als das nahe Kloster Haydau eine Rente in Schonenwalde käuflich erwarb. 1507 wird der Ort in einer Urkunde des Klosters Haydau als Schonwalde bezeichnet, 1513 in der Spangenberger Früchterechung als Schonwalt. Noch im Jahre 1517 bestand wohl ein Rest des Orts, als das Karmeliterkloster Spangenberg dem Kloster Haydau seine Gerechtsame zu dem Schonwalde mit Haus, Hof, Acker, Wiesen und Gehölz verkaufte. Spätestens im Jahre 1540 wurde der Ort im Spangenberger Salbuch dann bereits wüst genannt und nur die Kirche stand noch. Sie ist als Schonewaltzkirch in der Mercatorkarte von Hessen von 1592 verzeichnet. Teile der Grundmauern wurden von Eubacher Konfirmanden freigelegt und sind noch heute sichtbar.